# Eugene Reynal
Pour les articles homonymes, voir Reynal.
Eugene Reynal est un éditeur américain, fondateur en 1933 des éditions Blue Ribbon Books et Reynal & Hitchcock.

## Biographie
Eugene Reynal est considéré comme le Dick Rowe (en) de l'édition américaine pour ne pas avoir publié L'Attrape-cœurs, son auteur J. D. Salinger ayant demandé à son agent littéraire de ne pas traiter avec Eugene Reynal qui pensait que le personnage d'Holden Caulfield était fou.
Il est le premier éditeur du Petit Prince en 1943.